# Norwich School

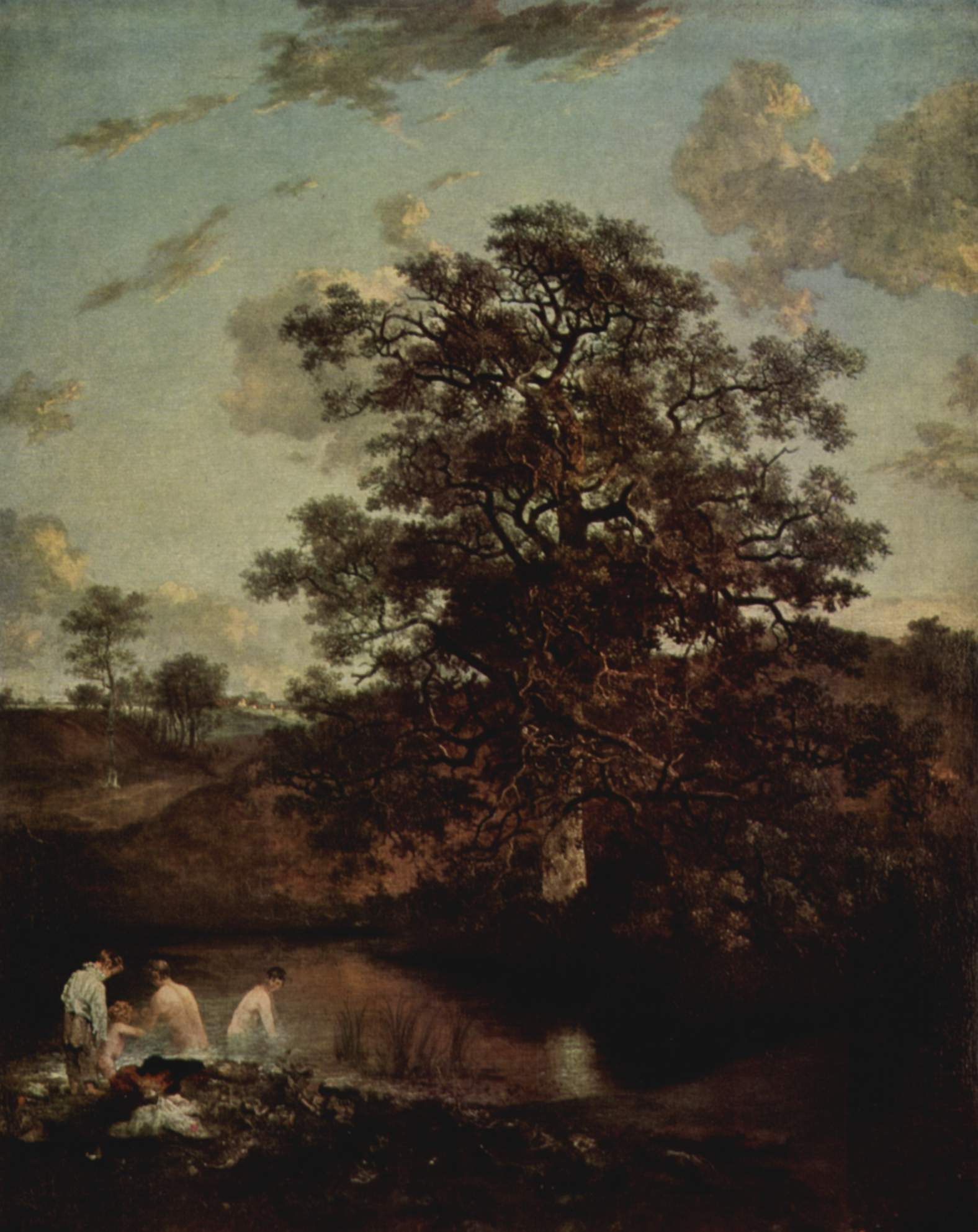
The Poringland Oak, John Crome, 1818, olieverf op doek, Tate Gallery, Londen

De Norwich School of Norwich School of painters was een Engelse school van landschapschilders, opgericht in de vroege 19e eeuw. De kunstenaars, zowel professionele als amateurs, vormden van oorsprong een regionale groepering die pas later landelijke en internationale faam verwierf.

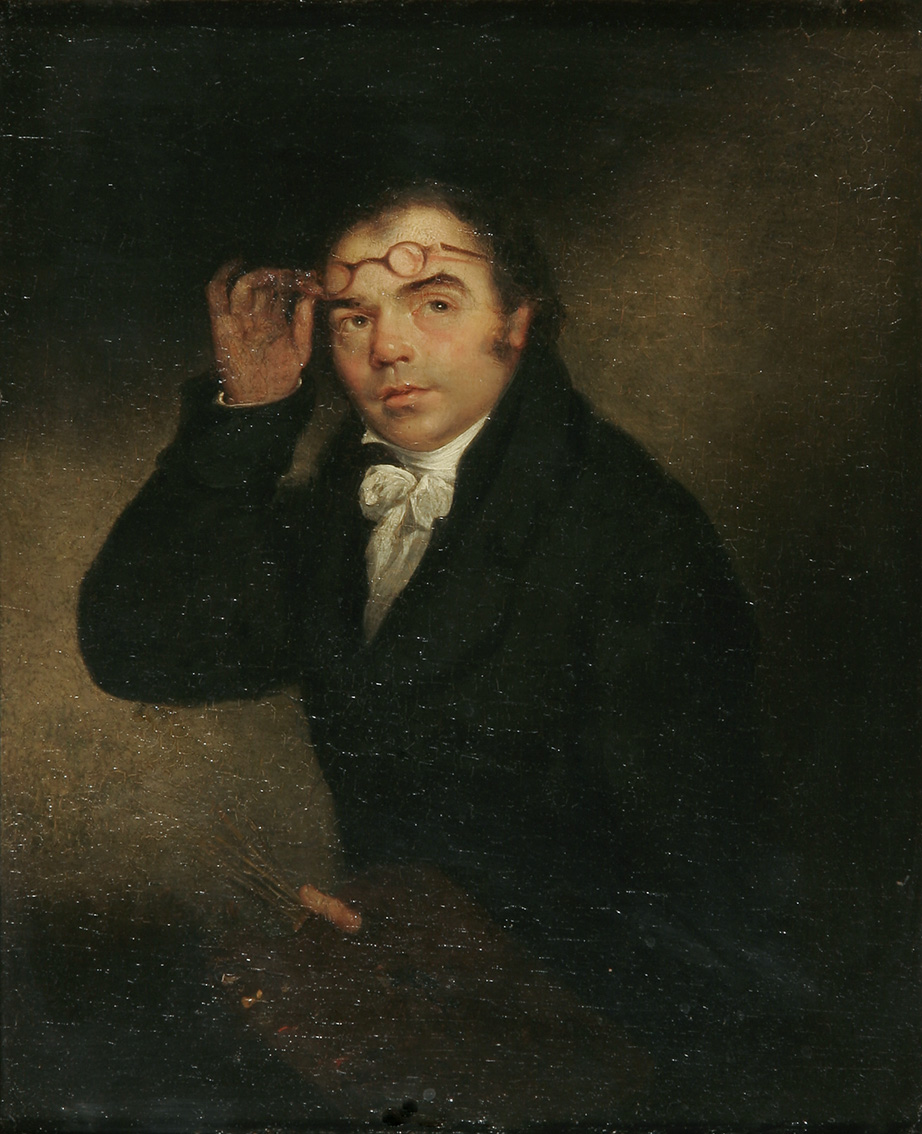
John Crome, oprichter van de school

De school ontstond in 1803 in Norwich onder aanvoering van John Crome, Richard Ladbroke en John Sell Cotman onder de benaming Norwich Society of Artists. Het doel van het genootschap, aanvankelijk vooral bestaande uit lokale kunstenaars, was 'een onderzoek naar de opkomst, voortgang en huidige staat van de schilderkunst, architectuur en beeldhouwkunst met als oogmerk te komen tot de beste studiemethoden om op deze terreinen een grotere perfectie te bereiken'.
Het werk van de kunstenaars betrof veelal het landschap in de omgeving van Norwich en het wijdere Norfolk. Bron van inspiratie was het werk van de grote Hollandse meesters uit de Gouden Eeuw, met name Meindert Hobbema en Salomon van Ruysdael, en de Engelse landschapschilder Thomas Gainsborough.
Een eerste tentoonstelling van het werk van de kunstenaars vond plaats in 1805 en was dermate succesvol dat besloten werd er een jaarlijks evenement van te maken. Deze traditie duurde voort tot 1833. In 1839 werd de tentoonstelling nieuw leven ingeblazen, maar kende minder belangstelling dan voorheen. Crome was in 1821 overleden en Cotman stierf in 1842. Kunstenaars in de Norwich School werkten in de ontstane traditie door tot in de jaren 80 van de 19e eeuw.